# El árbol de los pájaros
El árbol de los pájaros (2002-2003) es una ópera para la voz de los instrumentos de Arturo Rodas. La trama es arquitectónica, nace de las relaciones entre la música y la casa en que se toca. El público camina entre los diferentes cuartos y espacios de la "arquitectura que canta".

## La idea
"Arturo Rodas tuvo la idea de componer la obra durante una noche en la que caminaba por la Ciudad de Panamá. Algo llamó su atención, mientras se aproximaba a un árbol, era el canto de miles de pájaros que estaban hospedados en él. Desde lejos, se escuchaba la armonía masiva de las aves. De cerca, se podía poner atención al canto de dos, de tres o de una sola de ellas.
"Era para Arturo el árbol que cantaba.
"Años después, este recuerdo volvió al compositor, mientras caminaba cerca de un árbol similar en Roma, la ciudad de las ruinas magníficas. Esta caminata, unida al recuerdo de la anterior en Panamá, produjo el choque necesario para la creación de la obra. El árbol, los árboles de los pájaros, el Coliseo, las termas, el Circo Máximo, los estadios, el Foro. Entonces, Arturo Rodas sintió el impulso de aplicarlo a todo el hábitat humano, en tiempos y lugares distintos, que a veces coexisten.
"Nació así, en él, la idea de la arquitectura que canta."

## Trama
El árbol de los pájaros es una transposición a nivel humano de lo que ocurre cuando cientos de pájaros se posan en un árbol y cantan. “El árbol se vuelve casa y los pájaros músicos, público”
La obra se ejecuta en un edificio con muchos cuartos en donde hay solistas o grupos de instrumentos. Al oír el árbol de lejos es como si escuchásemos la orquesta, al acercarnos nuestra atención se concentrará en grupos cada vez más pequeños hasta llegar al solista. La percepción musical "en el tiempo" es unificada con el punto arquitectónico de escucha "en el espacio". 
"Si nos alejamos de la flauta, la escucharemos atenuada y cada vez más mezclada a un conjunto instrumental. Mientras tanto, nos habremos acercado a otro espacio-instrumental que acaparará nuestra atención".
"... plasmar obras de esta magnitud, con conceptos cotidianos (...) dejando imaginar y armar al público la obra como mejor tenga a bien".

## Personajes: los instrumentos
En esta opera, la trama "arquitectónica" es cantada principalmente por medio de la voz de los instrumentos, a diferencia de la trama "literaria" que es cantada principalmente por medio de la voz humana en la opera tradicional. 
Los instrumentos de la orquesta cantan, son las divas y coro de esta obra. Los auditores tienen oportunidad de aproximarse a ellos.
Cada instrumento tiene una obra (aria) específicamente escrita para él llamada "habla": habla el clarinete, habla la tuba, habla el fagot, habla la marimba, habla el piano, habla el timbal ... las piezas son repetidas durante los desarrollos o laberintos. Surgen también dúos, tríos, cuartetos, quintetos, sextetos, el total orquestal ... dependiendo del punto de escucha, de la disposición, del azar.
"Así mismo habrá dos piezas concertantes: Tutti frutti para piano-electroacústica y Finale para violonchelo-electroacústica, piezas que junto a Bestiario constituyen parte importante del engranaje formal pues cantan los elementos presentes en las piezas solistas".

### Reparto del estreno
| Personajes                          | Intérpretes                                                                                            |
| ----------------------------------- | --- |
| piccolo                             | Paola Zambrano                                                                                         |
| flauta 1                            | Pablo Arízaga                                                                                          |
| flauta en Sol                       | Julián Pontón                                                                                          |
| oboe (2 piezas)                     | Gabriel Ormaza                                                                                         |
| corno inglés 1                      | Natalia Valladares                                                                                     |
| corno inglés 2                      | Martín Toledo                                                                                          |
| clarinete 1                         | Benito Tayupanda                                                                                       |
| clarinete 2                         | Jesús Rencurrell                                                                                       |
| clarinete bajo                      | Paulo Morocho                                                                                          |
| fagot                               | Cristian Chicaiza                                                                                      |
| contrafagot                         | Remigio Pacho                                                                                          |
| trompeta piccolo en Re              | Andrés Loja                                                                                            |
| trompeta en Si bemol                | Fabián Peralta                                                                                         |
| corno                               | Víctor Chiluisa                                                                                        |
| trombón                             | Dino Paccha                                                                                            |
| tuba                                | Fausto Ramón                                                                                           |
| glockenspiel                        | Edwin Ontaneda                                                                                         |
| marimba                             | Marcela Ramos Cedeño                                                                                   |
| vibráfono                           | Diana Viteri                                                                                           |
| xilófono                            | |
| timbales                            | Manuel Escudero                                                                                        |
| Tutti Frutti (piano solo)           | Francis Yang                                                                                           |
| violín                              | William Vergara                                                                                        |
| viola                               | Oswaldo Vergara                                                                                        |
| contrabajo                          | Paúl Velasco                                                                                           |
| Comodines (5 piezas para trompetas) | - Jorge Puchaicela - Luis Puchaicela - Galo Centeno Mora - Gonzalo Nagua - Ángel Hallo - Fausto Paccha |
| Bestiario                           | (8 piezas electroacústicas)                                                                            |
| Tutti Frutti (piano y CD)           | Francis Yang                                                                                           |
| Finale (violonchelo y CD)           | Dixon Delgado                                                                                          |
| Dirección musical                   | Jorge Oviedo                                                                                           |

## ¿Director de orquesta?
Rodas ha insistido en la presencia del director de orquesta. Primero por los ensayos y segundo porque en las presentaciones debe facilitar la fluidez del desarrollo musical. Durante los ensayos en Cuenca fueron requeridos cuatro asistentes de dirección ...

## En pocas palabras
- 1. La obra comienza con una de las dos piezas concertantes, tutti frutti para piano y electraocústica y termina con la otra, Finale para violonchelo y electroacústica.
- 2. Las 26 piezas para instrumentos solos son tocadas y repetidas durante los dos desarrollos (laberintos) de los cuales el segundo, al ser más largo, da más tiempo al público para deambular. Durante los desarrollos hay también la escucha de Bestiario que en ocho piezas electrocústicas hace una caricatura electroacústica de las piezas instrumentales.
- 3. Por medio de los comodines (llamados así en honor a Karlheinz Stockhausen) se muestra su camino al público durante los paseos (llamados así en honor a Modest Músorgski).
- 4. Los instrumentos cuentan un argumento arquitectónico, no literario.

## De la arquitectura musical
Es una obra "que debe ser ejecutada en un edificio con muchos cuartos que permitan a la audiencia escuchar diferentes grupos mientras deambulan de un cuarto a otro". 
Por fuera, el edificio contará con amplificación que permita oír las masas sonoras en movimiento durante los dos desarrollos. 
El público se acerca a los instrumentistas, se mueve alrededor de ellos. Los músicos-pájaros, vestidos de frac, entre tanto siguen repitiendo sus piezas ... "Una creación en la que el público es un oyente activo, en la que puede deambular y quedarse quieto, escoger sonidos y armar su propio concierto, pues las infinitas melodías se prestan para ello".
La percepción de la trama es diferente de una persona a otra según el recorrido de cada uno y su predisposición auditiva. Para la fijación en la memoria y el espíritu mucho dependerá de los lugares del edificio por los que se ha caminado, los músicos que se ha escuchado, el orden seguido para ello. Como en la vida, mucho depende del azar y de los encuentros.

## Escenas

### Obertura y paseo
Una vez que todos han ingresado al primer espacio (la sala de concierto del edificio), el pianista ejecuta acompañado por la cinta magnética la pieza concertante denominada tutti frutti que es la obertura de El árbol de los pájaros y que anuncia la música que se escuchará posteriormente. El pianista anticipa muchas de las piezas que tocarán los otros instrumentos durante el espectáculo, de ahí el título Tutti frutti. El contenido expresivo electroacústico es más bien dramático-ligero, apoyando con transformaciones de los mismos temas. (Duración 11 minutos) 
Audio: Tutti frutti para piano y cinta (fragmento)

#### Paseo
Apenas termina la obertura, las luces del resto del edificio se encienden. Las trompetas (comodines) se escuchan. La gente es guiada por ellas hacia los sitios en los que los músicos tocan. Rodas compuso cinco piezas para tres trompetas que proveen el material para los paseos. Pedro Berrezueta de producciones Lateralia dijo: "Los sonidos musicales conducirán al público al igual que la luz".

### Primer Laberinto
Al llegar a los sitios donde están los músicos las trompetas callan y tocan los músicos de esa sección. Las trompetas suenan nuevamente y dirigen a la gente a otra región, luego a otra más y así sucesivamente hasta haber logrado una "visita guiada" de las diferentes regiones de solistas y grupos. Se habrá despertado en los asistentes una idea de lo que les gusta, de lo que quieren escuchar-ver nuevamente y con mayor detenimiento. Esta oportunidad la tendrán en el segundo laberinto. Por ahora son testigos pasivos de la trama que les está siendo mostrada por las trompetas. (30-35 minutos) 

#### Sección electroacústica pura: Bestiario
Termina esta sección musical con la visita a uno de los espacios grandes en el cual se interpreta la música electroacústica pura denominada Bestiario en la cual los instrumentos de la orquesta son caricaturizados musicalmente en ocho piezas electroacústicas. La herramienta caricaturesca permitió al compositor armar en Bestiario un fuerte medio de cohesión formal que hace eco y desarrollo de lo que por todas partes se escucha aunque con timbres y posibilidades típicos de la electroacústica. Bestiario, como todas las piezas musicales de esta sección continuará siendo ejecutado durante el segundo laberinto. Bestiario es el tercer elemento electroacústico usado como herramienta de articulación. Los otros son las músicas grabadas de Tutti frutti (alfa) y Finale (omega).
En Cuenca, Bestiario se presentó visualmente con dos videos para cinco pantallas por miembros de Ñukanchik People. El primer video, de Melina Wazhima usó fotografía de insectos ... luciérnagas, moscas, mariposas; el segundo, de Juan Pablo Ordóñez utilizó en cambio dibujos del Bestiario de Julio Mosquera. En ambas animaciones había diálogos y construcciones que se elaboraban entre todas las pantallas. Un momento, se veía en el trabajo de Melina Wazhima una mariposa volar de esquina a esquina de las pantallas, cruzando los espacios límites de cada una. Lo mismo ocurría con los dibujos de Mosquera en la animación de Ordóñez y se puede apreciar en el ejemplo 4.
Las trompetas marcan con su canto el final del primer laberinto.
Ejemplos visuales de Bestiario: 

### Segundo laberinto
Luego de tocar por un momento, los trompetistas se van, dejando a los asistentes sin más guía que las de la curiosidad y sus pasos.
Ya sin las trompetas, el público deambula a su antojo por los diferentes espacios en los que puede escuchar uno, dos o veinte y siete instrumentos. Su libertad de movimiento fue preparada desde la obertura y el primer laberinto. La gente ha aprendido a aprovechar la obra y por ello sus posibilidades de movimiento son mayores. Acercarse a los músicos, escucharlos durante más tiempo, hacer experiencias de diferentes tipos de escucha en diferentes puntos del espacio. Esta sección, Laberinto dos constituye el segundo y más extenso desarrollo, el momento de máxima apertura formal. Forma abierta en el interior de construcción sólida ... los laberintos son llamados así en honor al poeta ecuatoriano Efraín Jara Idrovo, cuya influencia es para Rodas determinante.
Hay en esta parte solos para fagot, clarinete bajo, piano, electroacústica y video, timbales, violín, viola, trompeta píccolo, contrabajo, xilófono, flauta, tuba ... se incluye el pianista, quien tocará Tutti frutti pero esta vez solo, sin electroacústica. Convirtiéndose así en uno más de los músicos-pájaros que están sonando por todo el edificio. 
Luego de un breve receso, Bestiario vuelva a ser escuchado-visto. Esta sección tiene una duración promedio de 1h:30m. 
Suenan las trompetas, los asistentes son llamados por ellas al el tercer espacio de congregación ...

### Finale
"... finalmente, en un cuarto ambientado por el video de Guillaume D'Arjuzon, espera un violonchelo, acompañado de música electroacústica"
Finale tiene un estilo de escritura similar al de Tutti frutti si bien un poco más imponente y dramático. La voz acústica del violonchelo es acompañada por un juego de auto-transformaciones electroacústicas y de collages. Es una pieza distinta del juguetón Tutti frutti y del burlón Bestiario. Pero los tres hacen ecos, citas y transformaciones de las diferentes piezas solistas. Son piezas electroacústicas basadas en las piezas acústicas de El árbol de los pájaros. 
- Audio: Finale para violonchelo y piano

## Nota del compositor
"El argumento, centrado en el azar de encuentros musicales-arquitectónicos o temporo-espaciales me facilita el prescindir de la voz humana. Dicho de otro modo, el argumento extra-literario permite una ópera instrumental. Pienso que llegó el tiempo de la ópera con tramas de otras artes. En este caso, arquitectura. 
Desde 1990, cuando escuché el Réquiem sin voces de Hans Werner Henze para piano solo, trompeta concertante y orquesta de cámara, supe que quería hacer una ópera instrumental. Unir a eso mis intereses previos por árboles cantores, por espacio-tiempo en música."

## Versiones

### Versión instalación
Existe una versión de El árbol de los pájaros para instalación de concierto llamada El libro de la orquesta que fue presentada en Quito con una formación orquestal reducida durante el IX festival ecuatoriano de música contemporánea el miércoles 7 de julio de 2004 bajo la dirección orquestal de Gerald Brown.
"El compositor Arturo Rodas convirtió al Centro Cultural Metropolitano en una casa que canta."

### Versión internet
Esta ópera tiene la posibilidad de ser "puesta en escena" en un sitio internet dedicado a ella. Ha sido también concebida para ello. El "edificio" es la pantalla y los paseos se realizan con el ratón. ¡Algún día! ... Lo que no hay es la posibilidad de ejecutarla en una casa de ópera "normal".

### Piezas sueltas
Algunas piezas de la obra han sido tocadas independientemente en concierto. Mencionemos:
1. Números I y III de Bestiario
*Putney Library, Londres, 25 de octubre de 2002 (programa) Archivado el 5 de marzo de 2016 en Wayback Machine.
2. Tutti frutti para piano y CD 
*Battersea Arts Center de Londres, 9 de septiembre de 2003 (obras de los compositores)
Piano, Francis Yang
*Teatro Sucre, Bienal Internacional de Pintura de Cuenca, julio de 2004
Piano, Francis Yang
*EARS (Electroacoustic Research Studio), University of California Riverside, 4 de marzo de 2010
Piano, Gary Barnett
*Finale, para chelo y CD (programa)
-Teatro Amadeo Roldán de La Habana, 10 de octubre de 2003
Violonchelo: Maylín Sevila

## Citas
1. 1 2 3 4  Rodas, Arturo. Notas de composición. 2002-2003. Consultadas en diciembre 2009.
2. 1 2  Programa de mano. CCEN del Azuay. Febrero 2008.
3. ↑  Peñaherrera Wilches. 2008
4. ↑  Dávila Vázquez. 2008
5. ↑  Walker. 2007
6. ↑   El Mercurio, 13 de febrero 2008
7. ↑  Hoy, 15 de febrero 2008
8. ↑  El Comercio, 11 de julio 2004: D8